# عصفور إيطالي
دوري إيطالي (الاسم العلمي: Passer italiae) هو نوع يتبع جنس العصفور من فصيلة عصافير العالم القديم.